# Armasjärvimyren
Armasjärvimyren är ett naturreservat i Övertorneå kommun i Norrbottens län.
Området är naturskyddat sedan 1976 och är 0,7 kvadratkilometer stort. Reservatet omfattar myren med detta namn söder om sjön Armasjärvi.